# Lierse SK
Der Lierse SK (niederländisch Koninklijke Lierse Sportkring) war ein belgischer Fußballverein aus Lier in der Provinz Antwerpen, der am 6. März 1906 gegründet wurde. Die Vereinsfarben des Klubs sind gelb und schwarz.

## Geschichte

### Namensentwicklung
- 1906 – Gegründet als Liersche SK
- 1931 – Umbenennung in Koninklijke Liersche SK
- 1947 – Umbenennung in Koninklijke Lierse SK
- 1972 – Fusion mit KV Lyra Lierse zu Koninklijk Lierse SV
- 1982 – Rückbenennung in Koninklijke Lierse SK

### 1906 bis heute
Der Verein gewann viermal die belgische Meisterschaft, 1940 und 1941 wurde man zudem in einer inoffiziellen Meisterrunde Erster. Der Klub wurde von dem ägyptischen Geschäftsmann Maged Samy, der auch den Wadi Degla Sporting Club in Ägypten besitzt, gekauft und entschuldet. Die Fans werden, wie auch die Einwohner der Stadt Lier, als Schapenkoppen (Schafsköpfe) bezeichnet. Dies geht auf eine Legende aus dem 15. Jahrhundert zurück, in deren Folge die Stadt ein Stapelrecht für Vieh bekam.
Der Rekordnationalspieler des Klubs ist Bernard Voorhoof mit 61 Länderspielen für Belgien, allesamt in Lierse. Mit 30 Toren ist er zusammen mit Paul Van Himst einer der Topscorer der belgischen Fußballnationalmannschaft. Am 9. Mai 2018 meldete der Verein Insolvenz an und wurde nach Fusionen mit Koninklijke Lyra TSV auf Seniorenebene als Koninklijke Lyra-Lierse Berlaar neugegründet. Die Reserve Abteilung, fusionierte mit dem KFC Oosterzonen zu Lierse Kempenzonen, welches seine Heimspiele im Herman Vanderpoortenstadion austrägt.

## Stadion
Der Verein trägt seine Heimspiele im Herman Vanderpoortenstadion aus. Das Stadion besitzt eine Kapazität von 15.500 Plätzen (10.200 Sitzplätze, 5.300 Stehplätze).

## Erfolge
- Belgischer Meister (4)1
  - 1932, 1942, 1960, 1997
- Belgischer Pokalsieger (2)
  - 1969, 1999
- Belgischer Supercupsieger (2)
  - 1997, 1999

1 zudem zweimal inoffizieller Meister 1940 und 1941

## Ehemalige Trainer
- Bill Berry (Fußballspieler, 1904) (1946–1948)
- Hubert D’Hollander (1948–1952)
- Hubert D’Hollander (1955–1956)
- Hubert D’Hollander (1960–1961)
- Staf Van den Bergh (1963–1970)
- Frans de Munck (1971–1972)
- János Bédl (1972–1973)
- János Bédl (1975–1977)
- Staf Van den Bergh (1977–1979)
- Ernst-August Künnecke (1979–1981)
- János Bédl (1981–1982)
- Johan Boskamp (1984–1986)
- Walter Meeuws (1987–1988)
- Dimitri Davidović (1988–1989)
- Barry Hulshoff (1989–1991)
- Herman Helleputte (1991–1994)
- Eric Gerets (1994–1997)
- Jos Daerden (1997–1998)
- Walter Meeuws (1998–2001)
- Regi Van Acker (2001–2002)
- Emilio Ferrera (2002–2004)
- Paul Put (2004–2005)
- René Trost (2005–2006)
- Kjetil Rekdal (2006–2007)
- Herman Helleputte (2007–2010)
- Eric Van Meir (2010)
- Chris Janssens (2011–2012)
- Hany Ramzy (2012–2013)
- Stanley Menzo (2013–2014)
- Slaviša Stojanović (2014–2015)
- Herman Helleputte (2015)
- Eric Van Meir (2015–2017)
- Frédéric Vanderbiest (2017)
- David Colpaert (2017–2018)

## Ehemalige Spieler
| - Árni Gautur Arason - Víctor Bernárdez - Jan Ceulemans - Filip Daems - Laurent Delorge - Marc Eberle - Ralph Hasenhüttl - Carl Hoefkens - Stein Huysegems - Mini Jakobsen | - François Janssens - Arouna Koné - Stanley Menzo - Dragan Mrđa - Jean-Marie Pfaff - Tomasz Radziński - Uwe Rapolder - Kjetil Rekdal - Andrzej Rudy - Axel Smeets | - Daniel Simmes - Archie Thompson - Tony Vairelles - Erwin Vandenbergh - Nico Van Kerckhoven - Eric Van Meir - Gert Verheyen - Bernard Voorhoof - Ognjen Vukojević - Thomas Zdebel |

### Frauen
- Ibtissam Bouharat, marokkanische Nationalspielerin
- Niki de Cock, belgische Nationalspielerin
- Lien Mermans, belgische Nationalspielerin
- Justien Odeurs, belgische Nationalspielerin
- Karin Stevens, niederländische Nationalspielerin